# Componenta
Componenta Oyj est le premier fabricant en sous-traitance de pièces métalliques moulées et usinées en Finlande. 

## Présentation
La clientèle de Componenta est principalement constituée de fabricants de véhicules, de machines et d'équipements.
L'entreprise possède des fonderies à Pori et Karkkila, ainsi que des services d'usinage à Jyväskylä, Härmä, Kurikka et Sastamala.
L'entreprise a aussi des moyens de traitement de plaques, de production et forgeage de tuyaux hydrauliques Jyväskylä et Leppävesi.

## Actionnaires
Au 29 février 2020, les 5 plus grands actionnaires de Componenta étaient:
| # | Actionnaire     | Actions    | %       |
| - | --------------- | ---------- | ------- |
| 1 | CapMan          | 26 196 435 | 11,04 % |
| 2 | Etra Capital Oy | 20 000 000 | 8,43 %  |
| 3 | Fortaco Oy      | 10 706 866 | 4,51 %  |
| 4 | Varma           | 10 406 279 | 4,39 %  |
| 5 | Elo             | 8 901 288  | 3,75 %  |